# Kisfaludy Társaság

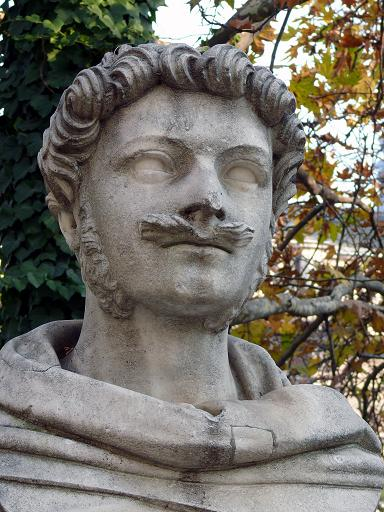
Kisfaludy Károly szobra a Magyar Nemzeti Múzeum kertjében (Ferenczy István alkotása, 1836)

A Kisfaludy Társaság (korabeli helyesírással Kisfaludy-Társaság) Kisfaludy Károly barátai és írótársai által 1836-ban Pesten alapított társaság, amelynek célja kezdetben a költő összes művének kiadása és emlékművének felállítása volt. A társaság Kisfaludy halála után fontos irányítója lett az irodalmi ízlés fejlesztésének, s a hazai szépirodalom támogatásának. A 19. században havonkénti felolvasó ülései az irodalmi élet legfontosabb eseményei közé tartoztak. A társaságot 1952-ben feloszlatták, működése megszűnt.

## Története
A 19. század első felének nagy írói és irodalmárai hozták létre a társaságot, s nem merült ki Kisfaludy Károly műveinek kiadásában és emlékszobrának felállításában, sokat tettek a magyar irodalom fejlesztése és terjesztése érdekében. Felfedezték Arany János költészetét, majd Arany már maga is bekerülvén a Kisfaludy Társaságba, Madách Imre Az ember tragédiája című alkotásának útjait egyengette.
Pályázataik nemcsak szépirodalmi, hanem irodalomelméleti alkotások létrehozására is ösztönöztek. Ellenezték, hogy az irodalmi gondolkodást befolyásolja a politika. Modern irodalmi témákat vetettek fel az 1840-es években, például a dráma korszerű értelmezése, a regény és a dráma különbsége, a népiesség kérdése az irodalomban. Hamarosan lapokat, könyvsorozatokat indítottak.
A Kisfaludy Társaság Évlapjait 1840–1846 között, majd 1860-tól 1940-ig jelentették meg. Közreadták benne például Arisztotelész, Horatius, Boileau, Alexander Pope egyes elméleti munkáit. 1846-ban megindították Hellén könyvtár című könyvsorozatukat, amelyben Aesopus meséit, Püthagorasz és más klasszikus szerzők műveit jelentették meg. Nemzeti könyvtár és Külföldi regénytár címeken is indítottak könyvsorozatokat.
Ösztönöztek a népköltészeti anyag gyűjtésére, igen jelentős a Magyar Népköltési Gyűjtemény című 14 kötetben kiadott sorozatuk, amelyet az 1872-től 1924-ig terjedő időszakban adtak közre.
Gyulai Pál konzervatív vezetése alatt a társaság szembekerült a 19–20. század fordulóján kibontakozó, később a Nyugat körül csoportosuló modern magyar irodalmi irányzat irodalomszemléletével, velük ellentétben az akadémizmust képviselte (lásd pl. Berzeviczy Albert vs. Babits Mihály: „A kettészakadt irodalom”). Innentől végig e változó intenzitású szembenállás egyik pólusa volt a társaság. 1952-ben oszlatták fel.

## Alapító tagjai
|  |  |  |  | - Bajza József - Bártfay László - Czuczor Gergely - Dessewffy Aurél - Fáy András - Helmeczy Mihály | - Joannovics György - Jósika Miklós - Királyi Pál - Kovács Pál orvos, drámaíró (1808–1886) - Kölcsey Ferenc - (Stettner) Zádor György | - Szenvey József - Szontagh Gusztáv - Toldy Ferenc - Tomori Anasztáz - Vörösmarty Mihály |

## Vezetői
| Elnök             | Hivatali ideje | Megjegyzés                     |
| ----------------- | -------------- | ------------------------------ |
| Fáy András        | 1837 – 1841    | Igazgató.                      |
| Vörösmarty Mihály | 1841 – 1860    | Igazgató, 1860-tól másodelnök. |
| Arany János       | 1860 – 1867    | Igazgató.                      |
| Eötvös József     | 1861 – 1867    | Az első elnök.                 |
| Kemény Zsigmond   | 1867 – 1876    |                                |
| Lukács Móric      | 1876 – 1879    |                                |
| Gyulai Pál        | 1879 – 1899    |                                |
| Beöthy Zsolt      | 1900 – 1922    | 1879-től titkár.               |
| Berzeviczy Albert | 1923 – 1936    |                                |

## Pályadíjak
A Kisfaludy munkáinak kiadása után megmaradt pénzből költői pályadíjakat tűztek ki, amelyek idővel országos jelentőségűvé váltak. Ennek keretében nyert pályadíjat például Arany János 1846-ban Az elveszett alkotmány című komikus eposzával, 1847-ben pedig Toldi című elbeszélő költeményével.

## Ismert tagjai
- A Wikimédia Commons tartalmaz A Kisfaludy Társaság tagjai témájú kategóriát.

- Abonyi Lajos
- Ábrányi Emil
- Ábrányi Kornél
- Ágai Adolf
- Alexander Bernát
- Ambrus Zoltán
- Apponyi Albert
- Áprily Lajos
- Arany János
- Arany László
- Babits Mihály
- Bajza József
- Balázs Sándor
- Bánffy Miklós
- Bársony István
- Bartalus István
- Bártfay László
- Bartók Lajos
- Bartóky József
- Benedek Elek
- Beöthy Zsolt
- Berczik Árpád
- Bérczy Károly
- Bókay János
- Bónyi Adorján
- Császár Elemér
- Császár Ferenc
- Csathó Kálmán
- Csengery Antal
- Csiky Gergely
- Czuczor Gergely
- Dalmady Győző
- Degré Alajos
- Dessewffy Aurél
- Dóczy Lajos
- Dömötör János
- Dux Adolf
- Egressy Gábor
- Eötvös József
- Erdélyi János
- Fábián Gábor
- Falu Tamás
- Fáy András
- Fekete István
- Ferenczi Zoltán
- Fiók Károly
- Frankenburg Adolf
- Garay János
- Greguss Ágost
- Greguss Gyula
- Gyallay Pap Domokos
- Győry Vilmos
- Gyulai Pál
- Habsburg József magyar kormányzó
- Halasy-Nagy József
- Harsányi Zsolt
- Hegedüs Lóránt
- Hegedüs Sándor
- Heinrich Gusztáv
- Helmeczy Mihály
- Herczeg Ferenc
- Hevesi Sándor
- Horvát Boldizsár
- Horváth János irodalomtörténész
- Horváth Mihály történész
- Hunfalvy Pál
- Imre Sándor
- Ipolyi Arnold
- Jakab Ödön
- Jánosi Béla
- Joannovics György
- Jókai Mór
- Jósika Miklós
- Kazinczy Gábor
- Kéky Lajos
- Kelety Gusztáv
- Kemény Zsigmond
- Kenedi Géza
- Kisfaludy Sándor
- Kiss Károly
- Kont Ignác
- Kornis Gyula
- Kovács Pál orvos, drámaíró (1808–1886)
- Kozma Andor
- Kölcsey Ferenc
- Kriza János
- Lőrinczy György
- Lukács Móric
- Madách Imre
- Mikszáth Kálmán
- Nadányi Zoltán
- Nagy Ignác
- Négyesy László
- Némethy Géza
- P. Szathmáry Károly
- Pákh Albert
- Pálffy Albert
- Papp Ferenc
- Papp Viktor
- Arthur Patterson
- Paulay Ede
- Pekár Gyula
- Péterfy Jenő
- Pintér Jenő
- Prohászka Ottokár
- Pulszky Ferenc
- Radó Antal
- Rákosi Jenő
- Rákosi Viktor
- Riedl Frigyes
- Rubinyi Mózes
- Salamon Ferenc
- Schedius Lajos
- Sebők Zsigmond
- Sík Sándor
- Somló Sándor
- Surányi Miklós
- Szabó István műfordító, pap (1801–1892)
- Szabolcska Mihály
- Szana Tamás
- Szász Béla műfordító (1840–1898)
- Szász Béla jogász, író (1868–1938)
- Szász Károly író, református püspök (1829–1905)
- Szász Károly politikus, irodalomtörténész (1865–1950)
- Szávay Gyula
- Szécsen Antal
- Székács József
- Szemere György
- Szemere Miklós
- Szemere Pál
- Szenvey József
- Szigeti József
- Szigligeti Ede
- Szinnyei József
- Szontagh Gusztáv
- Szontágh Pál
- Szüry Dénes
- Takáts Sándor
- Tárkányi Béla
- Teleki László
- Teleki Sándor
- Toldy Ferenc
- Toldy István
- Tolnai Lajos
- Tomori Anasztáz
- Tompa Mihály
- Tóth Lőrinc
- Vachott Sándor
- Vadnai Károly
- Vajda János
- Vajda Péter
- Váradi Antal
- Vértesi Arnold
- Vietórisz József
- Voinovich Géza
- Vörösmarty Mihály
- Zádor György
- Zempléni Árpád
- Zichy Antal
- Zichy Géza
- Zilahy Lajos